# Esgrima en los Juegos Mediterráneos de 2009
La competición de esgrima en los Juegos Mediterráneos de 2009 se realizó en el Palacio de los Deportes Santa Maria de la localidad de Pineto (Italia) entre el 28 y el 30 de junio de 2009. Las categorías de florete y sable individual masculino fueron eliminadas del programa por falta de participantes.

## Resultados

### Masculino
| Evento              | Oro                      | Plata                     | Bronce                        |
| ------------------- | ------------------------ | ------------------------- | ----------------------------- |
| Espada ind. (30.06) | Gauthier Grumier Francia | Matteo Tagliarol · Italia | Francesco Martinelli · Italia |

### Femenino
| Evento               | Oro                              | Plata                         | Bronce                  |
| -------------------- | -------------------------------- | ----------------------------- | ----------------------- |
| Florete ind. (29.06) | Maria Valentina Vezzali · Italia | Margherita Granbassi · Italia | Ines Boubakri Túnez     |
| Espada ind. (30.06)  | Nathalie Moellhausen · Italia    | Sarra Besbes Túnez            | Jeanne Colignon Francia |
| Sable ind. (28.06)   | Carole Vergne Francia            | Léonore Perrus Francia        | Ilaria Bianco · Italia  |

## Medallero
| Núm. | País    | Oro | Plata | Bronce | Total |
| ---- | ------- | --- | ----- | ------ | ----- |
| 1    | Italia  | 2   | 2     | 2      | 6     |
| 2    | Francia | 2   | 1     | 1      | 4     |
| 3    | Túnez   | 0   | 1     | 1      | 2     |
|      | TOTAL   | 4   | 4     | 4      | 12    |

- Datos: Q5687893